# 李復聘
李復聘（1535年—1588年），字守珍，又字叔徵，别号秦麓，陝西西安府盩厔縣人，民籍，明朝政治人物。

## 生平
嘉靖四十年（1561年）辛酉科陝西鄉試第九名舉人。嘉靖四十一年（1562年）中式壬戌科會試第一百三十六名，三甲第一百零二名進士。初授山西闻喜县知县，嘉靖四十四年（1565年）选授南京广东道监察御史。隆庆二年（1568年），升四川按察司佥事。隆庆五年（1571年），升江西左参议，以疾请辞归乡。家居十四年，万历十二年（1584年）十月，为大理少卿丘橓所荐，起为湖广左参议，分守郧襄。十三年（1585年）闰九月，转任蕲州兵备副使，二年后调任到直隶的开原道，又调永平道山东按察司副使，十六年以病卒于官。

## 家族
曾祖李芳；祖父李璣；父李備，贈南京监察御史；母楊氏，贈孺人；繼母田氏，封太孺人。永感下。弟復初。